# جسر بطل غازي
جسر بطل غازي ( (بالتركية: Battalgazi Köprüsü) ) ، المعروف أيضًا باسم جسر سكة حديد الفرات ( (بالتركية: Fırat Demiryolu Köprüsü) ) ، هو جسر للسكك الحديدية طوله حولي 2,030 متر (6,660 قدم) يمتد على نهر الفرات في شرق تركيا، ويقع الجسر على بعد حوالي 27 كيلومتر (17 ميل) إلى الشمال الشرقي من مدينة ملطية التركية.
تم بناء هيكل الجسر بين عامي 1981 و 1986 بواسطة شركة السكك الحديدية التركية الحكومية، في سكة حديد Fevzipaşa-Kurtalan ، وهذا الجسر هو جسر بديل لجسر آخر قديم، كان الجسر القديم قد افتتح في عام 1935، لكنه غمرته المياه بسبب عملية بناء سد Karakaya.  كان هذا الجسر الجديد هو أطول جسر عموما في تركيا من 1986 إلى 2007، ولكن تفوق عليه في الطول جسر بورنوفا في إزمير؛ وكذلك كان هو أطول جسر للسكك الحديدية حتى عام 2008، حتى تفوق عليه جسر Sakarya Viaduct. وحاليا، هو سابع أطول جسر في البلاد وثاني أطول جسر للسكك الحديدية.